# Long Khánh (phường)
Long Khánh là một phường thuộc tỉnh Đồng Nai, Việt Nam.

## Địa lý
Phường Long Khánh có vị trí địa lý:
- Phía đông giáp xã Xuân Phú.
- Phía tây giáp phường Xuân Lập.
- Phía nam giáp phường Hàng Gòn và xã Xuân Định.
- Phía bắc giáp các phường Bình Lộc, Bảo Vinh và xã Xuân Lộc.

Phường Long Khánh có diện tích tự nhiên 21,32km², dân số năm 2025 là 77.070 người người, mật độ dân số đạt 3.614 người/km².

## Lịch sử
Ngày 16 tháng 6 năm 2025, Ủy ban Thường vụ Quốc hội ban hành Nghị quyết số 1662/NQ-UBTVQH15 về việc sắp xếp các đơn vị hành chính cấp xã của tỉnh Đồng Nai năm 2025. Theo đó, sắp xếp toàn bộ diện tích tự nhiên, quy mô dân số của các phường Xuân An, Xuân Bình, Xuân Hòa, Phú Bình và xã Bàu Trâm thành phường mới có tên gọi là phường Long Khánh.
Sau khi sáp nhập, phường Long Khánh có 21,32 km² diện tích tự nhiên và dân số 77.070 người.